# Futebol nos Jogos Olímpicos de Verão de 2012 - Feminino

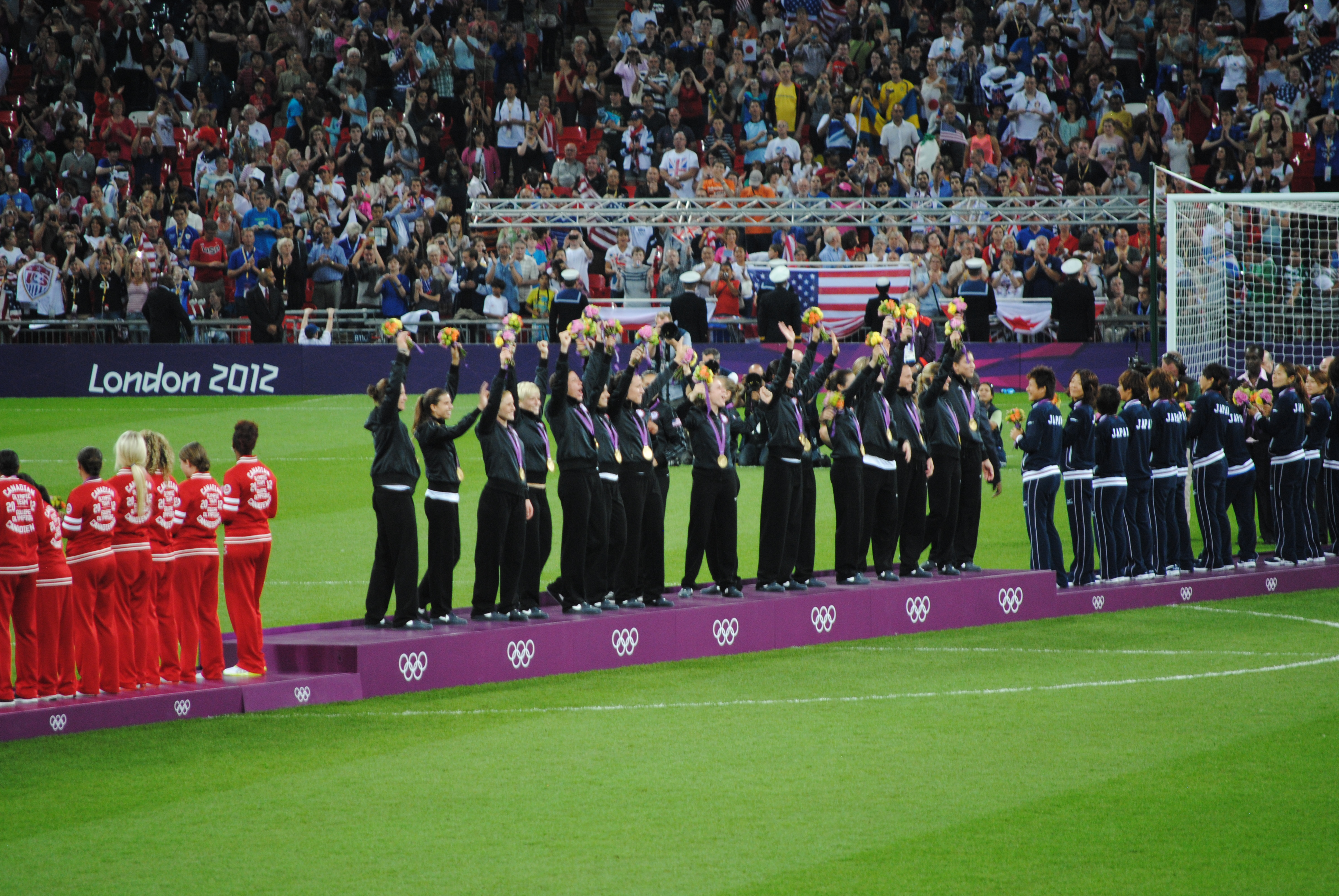
Pódio do torneio feminino com os Estados Unidos em primeiro lugar

O torneiro feminino de futebol nos Jogos Olímpicos de Verão de 2012 foi realizado entre 25 de julho e 9 de agosto de 2012 em Londres e em outras cinco cidades do Reino Unido.
Doze seleções participaram do evento, sendo divididas em três grupos de quatro equipes cada para a disputa da primeira fase. As duas melhores seleções de cada grupo mais as duas melhores terceiro colocadas avançaram à segunda fase, com disputa eliminatória (quartas-de-final, semifinal e final).
A final foi disputada entre Estados Unidos e Japão, com vitória das estadunidenses por 2–1.

## Medalhistas
|  | USA Estados Unidos |  | JPN Japão |  | CAN Canadá |
|  | Hope Solo Heather Mitts Christie Rampone Becky Sauerbrunn Kelley O'Hara Amy LePeilbet Shannon Boxx Amy Rodriguez Heather O'Reilly Carli Lloyd Sydney Leroux Lauren Cheney Alex Morgan Abby Wambach Megan Rapinoe Rachel Buehler Tobin Heath Nicole Barnhart |  | Miho Fukumoto Yukari Kinga Azusa Iwashimizu Saki Kumagai Aya Sameshima Mizuho Sakaguchi Kozue Ando Aya Miyama Nahomi Kawasumi Homare Sawa Shinobu Ohno Kyoko Yano Karina Maruyama Asuna Tanaka Megumi Takase Mana Iwabuchi Yūki Ōgimi Ayumi Kaihori |  | Karina LeBlanc Chelsea Stewart Carmelina Moscato Robyn Gayle Kaylyn Kyle Rhian Wilkinson Diana Matheson Candace Chapman Lauren Sesselmann Desiree Scott Christine Sinclair Sophie Schmidt Melissa Tancredi Kelly Parker Jonelle Filigno Brittany Timko Erin McLeod Marie-Eve Nault |

## Qualificação
| Torneio classificatório                          | Data                   | Sede     | Vagas | Classificados          |
| ------------------------------------------------ | ---------------------- | -------- | ----- | ---------------------- |
| País-sede                                        | -                      | -        | 1     | Grã-Bretanha           |
| Eliminatórias da AFC                             | Setembro de 2011       | China    | 2     | Coreia do Norte Japão  |
| Eliminatórias da CAF                             | Setembro de 2011       | -        | 2     | África do Sul Camarões |
| Eliminatórias da CONCACAF                        | 2012                   | Canadá   | 2     | Estados Unidos Canadá  |
| Campeonato Sul-Americano de 2010                 | 21 de novembro de 2010 | Equador  | 2     | Brasil Colômbia        |
| Eliminatórias da OFC                             | 2012                   | -        | 1     | Nova Zelândia          |
| UEFA (Copa do Mundo de Futebol Feminino de 2011) | 17 de julho de 2011    | Alemanha | 2     | França Suécia          |
| TOTAL                                            |                        |          | 12    |                        |

## Sorteio
O sorteio dos grupos foi realizado em 24 de abril de 2012. Grã-Bretanha, Japão e Estados Unidos foram escolhidas como cabeças de chave e colocadas nos grupos E, F e G respectivamente. As equipes restantes foram divididas em quatro potes.
| Pote 1                                                | Pote 2                                | Pote 3                                                         | Pote 4                                                  |
| ----------------------------------------------------- | ------------------------------------- | -------------------------------------------------------------- | ------------------------------------------------------- |
| - Grã-Bretanha (cabeça de chave, E) - Suécia - França | - Camarões - África do Sul - Colômbia | - Japão (cabeça de chave, F) - Coreia do Norte - Nova Zelândia | - Estados Unidos (cabeça de chave, G) - Canadá - Brasil |

## Convocações
Diferente do torneio masculino, não há restrições de idade no torneio feminino. Cada equipe deveria enviar um time de 18 jogadoras sendo no mínimo duas goleiras. Cada equipe poderia também manter uma lista alternativa de 4 jogadoras que poderiam substituir qualquer atleta da lista oficial em caso de lesão.

## Arbitragem
As seguintes árbitras foram designados para o torneio:
| Árbitro                | Assistentes                                   |
| AFC                    | AFC                                           |
| ---------------------- | --------------------------------------------- |
| KOR Hong Eun-Ah        | KOR Kim Kyoung-Min AUS Sarah Ho               |
| JPN Sachiko Yamagishi  | JPN Saori Takahashi MAS Widiya Shamsuri       |
| CAF                    |                                               |
| CMR Therese Neguel     | BEN Tempa Ndha MAD Lidwine Rakotozafinonoro   |
| CONCACAF               |                                               |
| MEX Quetzalli Alvarado | MEX Mayte Chávez HON Shirley Perello          |
| CAN Carol Anne Chenard | CAN Marie-Josée Charbonneau JAM Stacy Greyson |
| USA Kari Seitz         | USA Marlene Duffy USA Veronica Perez          |

| Árbitro                | Assistentes                                           |
| CONMEBOL               | CONMEBOL                                              |
| ---------------------- | ----------------------------------------------------- |
| ARG Salomé Di Iorio    | URU Mariana Corbo ARG María Rocco                     |
| UEFA                   |                                                       |
| FIN Kirsi Heikkinen    | FIN Anu Jokela FIN Tonja Paavola                      |
| GRE Thalia Mitsi       | ESP Yolanda Parga Rodríguez ESP María Villa Gutiérrez |
| SWE Jenny Palmqvist    | SWE Helen Karo SWE Anna Nystrom                       |
| NOR Christina Pedersen | CRO Lada Rojc NOR Hege Steinlund                      |
| GER Bibiane Steinhaus  | GER Kathrin Rafalski GER Marina Wozniak               |

## Primeira fase
Todos as partidas seguem o horário de Londres (UTC+1).

### Grupo E

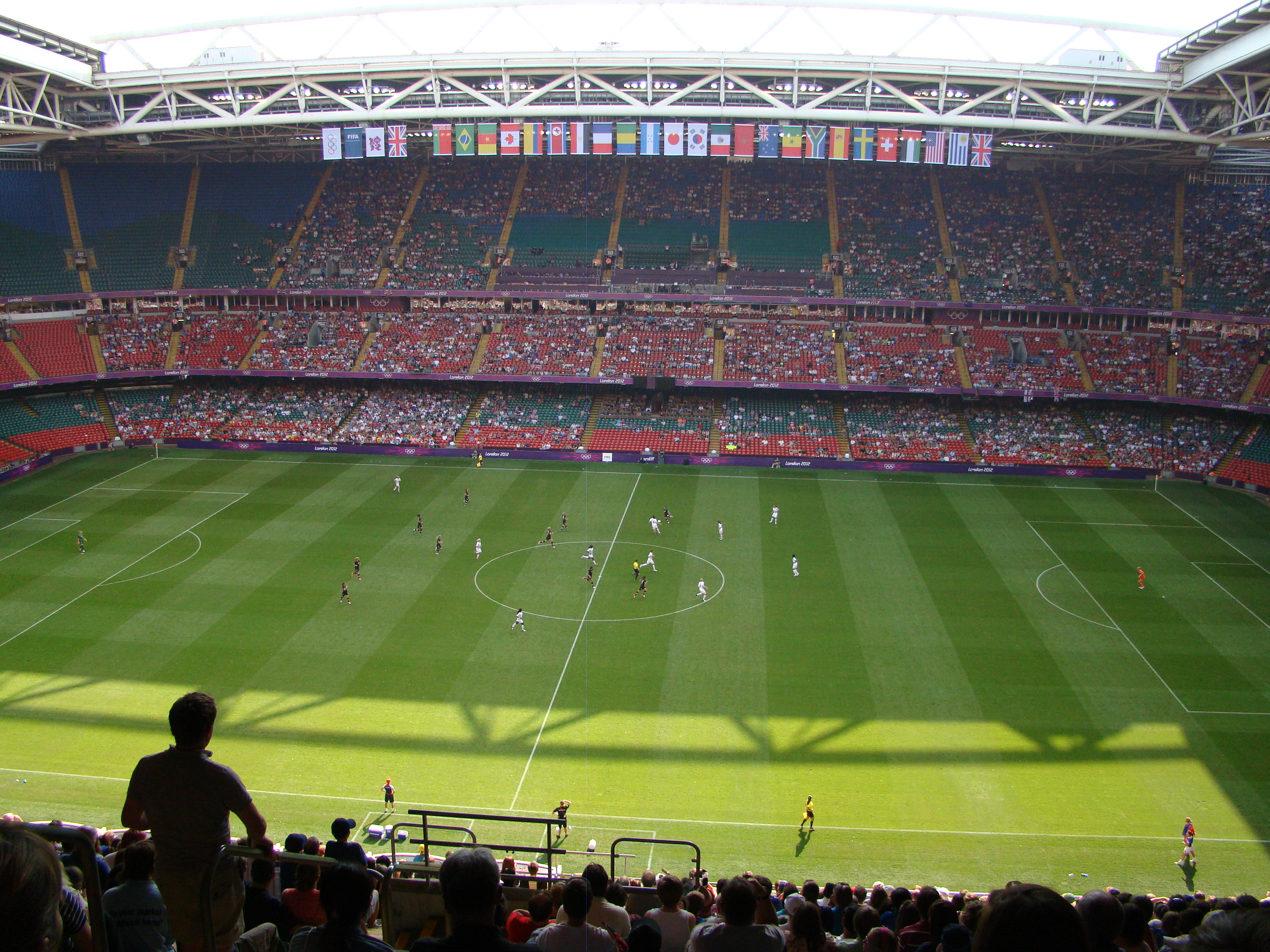
Grã-Bretanha–Nova Zelândia em Cardiff

| Seleção       | P | J | V | E | D | GP | GC | SG  |
| ------------- | - | - | - | - | - | -- | -- | --- |
| Grã-Bretanha  | 9 | 3 | 3 | 0 | 0 | 5  | 0  | +5  |
| Brasil        | 6 | 3 | 2 | 0 | 1 | 6  | 1  | +5  |
| Nova Zelândia | 3 | 3 | 1 | 0 | 2 | 3  | 3  | 0   |
| Camarões      | 0 | 3 | 0 | 0 | 3 | 1  | 11 | –10 |

| 25 de julho | Grã-Bretanha | 1 – 0     | Nova Zelândia | Millennium Stadium, Cardiff             |
| 16:00       | Houghton 64' | Relatório |               | Público: 24 445 Árbitro: USA Kari Seitz |

| 25 de julho | Camarões | 0 – 5     | Brasil                                                            | Millennium Stadium, Cardiff                  |
| 18:45       |          | Relatório | Francielle 7' · Renata 10' · Marta 73' (pen), 88' · Cristiane 80' | Público: 30 847 Árbitro: SWE Jenny Palmqvist |

| 28 de julho | Nova Zelândia | 0 – 1     | Brasil        | Millennium Stadium, Cardiff                    |
| 14:30       |               | Relatório | Cristiane 86' | Público: 30 103 Árbitro: GER Bibiana Steinhaus |

| 28 de julho | Grã-Bretanha                          | 3 – 0     | Camarões | Millennium Stadium, Cardiff              |
| 17:15       | Stoney 18' · Scott 23' · Houghton 82' | Relatório |          | Público: 31 141 Árbitro: KOR Hong Eun-Ah |

| 31 de julho | Nova Zelândia                                  | 3 – 1     | Camarões    | City of Coventry Stadium, Coventry              |
| 19:45       | Smith 43' · Sonkeng 49' (g.c.) · Gregorius 62' | Relatório | Onguene 75' | Público: 11 425 Árbitro: NOR Christina Pedersen |

| 31 de julho | Grã-Bretanha | 1 – 0     | Brasil | Estádio de Wembley, Londres                     |
| 19:45       | Houghton 2'  | Relatório |        | Público: 70 584 Árbitro: CAN Carol Anne Chenard |

### Grupo F
| Seleção       | P | J | V | E | D | GP | GC | SG |
| ------------- | - | - | - | - | - | -- | -- | -- |
| Suécia        | 5 | 3 | 1 | 2 | 0 | 6  | 3  | +3 |
| Japão         | 5 | 3 | 1 | 2 | 0 | 2  | 1  | +1 |
| Canadá        | 4 | 3 | 1 | 1 | 1 | 6  | 4  | +2 |
| África do Sul | 1 | 3 | 0 | 1 | 2 | 1  | 7  | –6 |

| 25 de julho | Japão                     | 2 – 1     | Canadá       | City of Coventry Stadium, Coventry           |
| 17:00       | Kawasumi 33' · Miyama 44' | Relatório | Tancredi 55' | Público: 14 119 Árbitro: FIN Kirsi Heikkinen |

| 25 de julho | Suécia                                        | 4 – 1     | África do Sul | City of Coventry Stadium, Coventry           |
| 19:45       | Fischer 7' · Dahlkvist 20' · Schelin 21', 63' | Relatório | Modise 60'    | Público: 18 290 Árbitro: ARG Salomé di Iorio |

| 28 de julho | Japão | 0 – 0     | Suécia | City of Coventry Stadium, Coventry              |
| 12:00       |       | Relatório |        | Público: 14 160 Árbitro: MEX Quetzalli Alvarado |

| 28 de julho | Canadá                          | 3 – 0     | África do Sul | City of Coventry Stadium, Coventry              |
| 14:45       | Tancredi 7' · Sinclair 58', 86' | Relatório |               | Público: 14 753 Árbitro: NOR Christina Pedersen |

| 31 de julho | Japão | 0 – 0     | África do Sul | Millennium Stadium, Cardiff               |
| 14:30       |       | Relatório |               | Público: 24 202 Árbitro: GRE Thalia Mitsi |

| 31 de julho | Canadá            | 2 – 2     | Suécia                          | St. James' Park, Newcastle upon Tyne     |
| 14:30       | Tancredi 43', 84' | Relatório | Hammarstrom 14' · Jakobsson 16' | Público: 12 719 Árbitro: KOR Hong Eun-Ah |

### Grupo G
| Seleção         | P | J | V | E | D | GP | GC | SG |
| --------------- | - | - | - | - | - | -- | -- | -- |
| Estados Unidos  | 9 | 3 | 3 | 0 | 0 | 8  | 2  | +6 |
| França          | 6 | 3 | 2 | 0 | 1 | 8  | 4  | +4 |
| Coreia do Norte | 3 | 3 | 1 | 0 | 2 | 2  | 6  | –4 |
| Colômbia        | 0 | 3 | 0 | 0 | 3 | 0  | 6  | –6 |

| 25 de julho | Estados Unidos                            | 4 – 2     | França                 | Hampden Park, Glasgow                          |
| 17:00       | Wambach 19' · Morgan 32', 66' · Lloyd 56' | Relatório | Thiney 12' · Delie 14' | Público: 18 090 Árbitro: JPN Sachiko Yamagashi |

| 25 de julho | Colômbia | 0 – 2     | Coreia do Norte       | Hampden Park, Glasgow                           |
| 19:45       |          | Relatório | Kim Song-Hui 39', 85' | Público: 18 900 Árbitro: CAN Carol Anne Chenard |

| 28 de julho | Estados Unidos                        | 3 – 0     | Colômbia | Hampden Park, Glasgow                     |
| 17:00       | Rapinoe 33' · Wambach 74' · Lloyd 77' | Relatório |          | Público: 11 313 Árbitro: GRE Thalia Mitsi |

| 28 de julho | França                                                         | 5 – 0     | Coreia do Norte | Hampden Park, Glasgow                       |
| 19:45       | Georges 45' · Thomis 70' · Delie 71' · Renard 81' · Catala 87' | Relatório |                 | Público: 11 743 Árbitro: CMR Therese Neguel |

| 31 de julho | Estados Unidos | 1 – 0     | Coreia do Norte | Old Trafford, Manchester                     |
| 17:15       | Wambach 25'    | Relatório |                 | Público: 29 522 Árbitro: SWE Jenny Palmqvist |

| 31 de julho | França    | 1 – 0     | Colômbia | St. James' Park, Newcastle upon Tyne            |
| 17:15       | Thomis 5' | Relatório |          | Público: 13 184 Árbitro: MEX Quetzalli Alvarado |

### Melhores terceiros colocados
| GR | Seleção         | P | J | V | E | D | GP | GC | SG |
| -- | --------------- | - | - | - | - | - | -- | -- | -- |
| F  | Canadá          | 4 | 3 | 1 | 1 | 1 | 6  | 4  | +2 |
| E  | Nova Zelândia   | 3 | 3 | 1 | 0 | 2 | 3  | 3  | 0  |
| G  | Coreia do Norte | 3 | 3 | 1 | 0 | 2 | 2  | 6  | –4 |

## Fase final

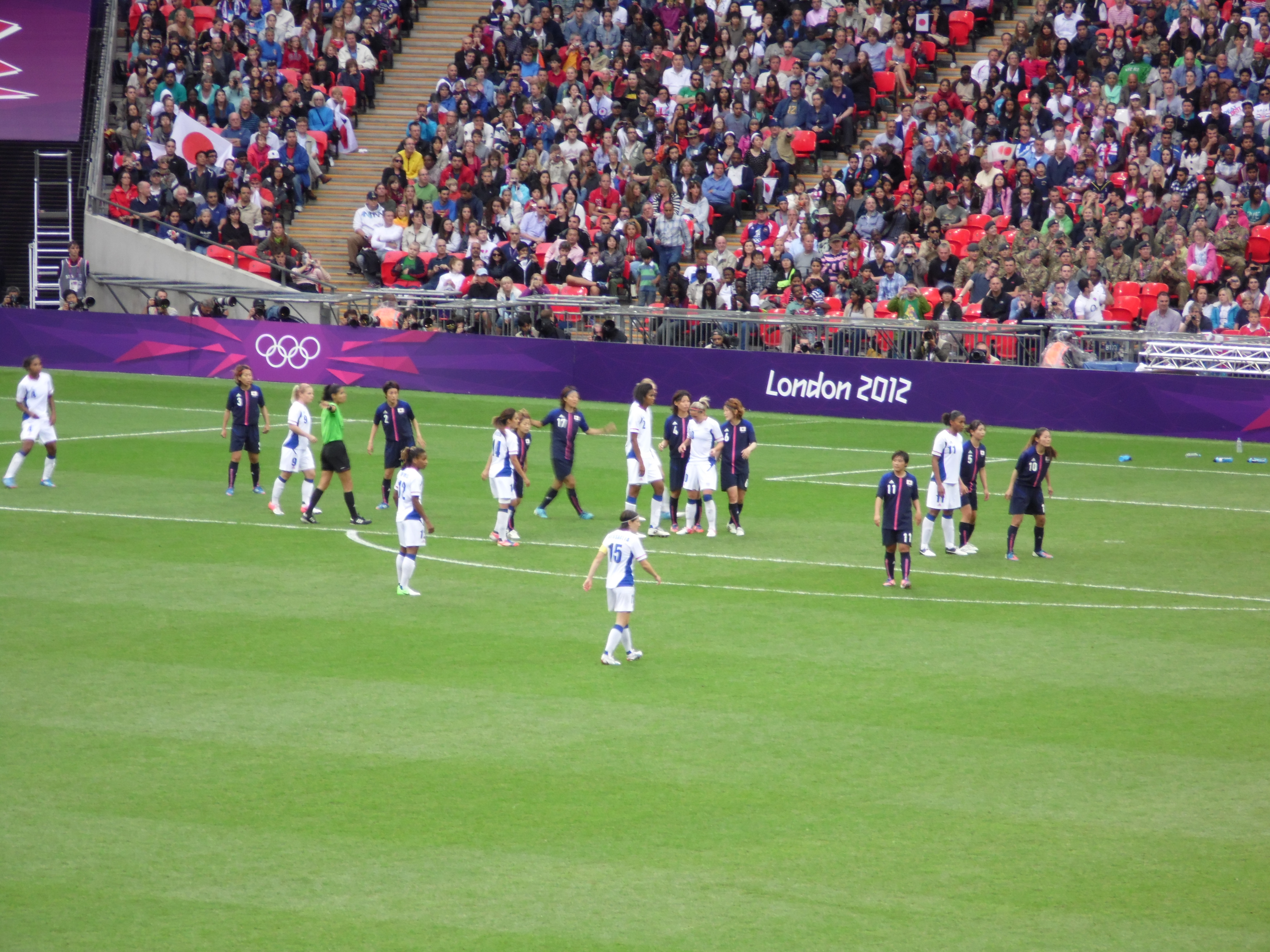
Semifinal entre França e Japão em Wembley

|  | Quartas de final | Quartas de final | Quartas de final     |       |                | Semifinais | Semifinais          | Semifinais          |                     |  | Medalha de ouro | Medalha de ouro | Medalha de ouro |
|  |                  |                  |                      |       |                |            |                     |                     |                     |  |                 |                 |                 |
|  | E1               | Grã-Bretanha     | 0                    |       |                |            |                     |                     |                     |  |                 |                 |                 |
|  | F3               | Canadá           | 2                    |       |                |            |                     |                     |                     |  |                 |                 |                 |
|  | F3               | Canadá           | 2                    |       | F3             | Canadá     | 3                   |                     |                     |  |                 |                 |                 |
|  |                  |                  |                      |       | F3             | Canadá     | 3                   |                     |                     |  |                 |                 |                 |
|  |                  | G1               | Estados Unidos (pro) | 4     |                |            |                     |                     |                     |  |                 |                 |                 |
|  | G1               | G1               | Estados Unidos (pro) | 4     | Estados Unidos | 2          |                     |                     |                     |  |                 |                 |                 |
|  | G1               |                  |                      |       | Estados Unidos | 2          |                     |                     |                     |  |                 |                 |                 |
|  | E3               | Nova Zelândia    | 0                    |       |                |            |                     |                     |                     |  |                 |                 |                 |
|  |                  |                  |                      |       |                |            |                     |                     |                     |  | G1              | Estados Unidos  | 2               |
|  |                  |                  | F2                   | Japão | 1              |            |                     |                     |                     |  |                 |                 |                 |
|  | F1               | Suécia           | 1                    |       |                |            |                     |                     |                     |  |                 |                 |                 |
|  | G2               | França           | 2                    |       |                |            |                     |                     |                     |  |                 |                 |                 |
|  | G2               | França           | 2                    |       | G2             | França     | 1                   |                     |                     |  |                 |                 |                 |
|  |                  |                  |                      |       | G2             | França     | 1                   |                     |                     |  |                 |                 |                 |
|  |                  | F2               | Japão                | 2     |                |            | Disputa pelo bronze | Disputa pelo bronze | Disputa pelo bronze |  |                 |                 |                 |
|  | E2               | Brasil           | 0                    |       |                |            | F3                  | Canadá              | 1                   |  |                 |                 |                 |
|  | F2               | Japão            | 2                    |       |                |            |                     |                     |                     |  | G2              | França          | 0               |

### Quartas de final
| 3 de agosto | Suécia      | 1 – 2     | França                   | Hampden Park, Glasgow                   |
| 12:00       | Fischer 18' | Relatório | Georges 29' · Renard 39' | Público: 12 869 Árbitro: USA Kari Seitz |

| 3 de agosto | Estados Unidos           | 2 – 0     | Nova Zelândia | St. James' Park, Newcastle upon Tyne         |
| 14:30       | Wambach 27' · Leroux 87' | Relatório |               | Público: 10 441 Árbitro: ARG Salomé Di Iorio |

| 3 de agosto | Brasil | 0 – 2     | Japão                | Millenium Stadium, Cardiff                   |
| 17:00       |        | Relatório | Ogimi 27' · Ohno 73' | Público: 28 528 Árbitro: FIN Kirsi Heikkinen |

| 3 de agosto | Grã-Bretanha | 0 – 2     | Canadá                     | City of Coventry Stadium, Coventry             |
| 19:30       |              | Relatório | Filigno 12' · Sinclair 26' | Público: 28 828 Árbitro: JPN Sachiko Yamagashi |

### Semifinais
| 6 de agosto | França        | 1 – 2     | Japão                     | Estádio de Wembley, Londres                     |
| 17:00       | Le Sommer 76' | Relatório | Ogimi 32' · Sakaguchi 49' | Público: 61 482 Árbitro: MEX Quetzalli Alvarado |

| 6 de agosto | Canadá                 | 3 – 4 (pro) | Estados Unidos                                       | Old Trafford, Manchester                        |
| 19:45       | Sinclair 22', 67', 73' | Relatório   | Rapinoe 54', 70' · Wambach 80' (pen) · Morgan 120+3' | Público: 26 630 Árbitro: NOR Christina Pedersen |

### Disputa do bronze
| 9 de agosto | Canadá         | 1 – 0     | França | City of Conventry Stadium, Coventry          |
| 13:00       | Matheson 90+2' | Relatório |        | Público: 12 465 Árbitro: SWE Jenny Palmqvist |

### Final
| 9 de agosto | Estados Unidos | 2 – 1     | Japão     | Estádio de Wembley, Londres                    |
| 19:45       | Lloyd 8', 54'  | Relatório | Ogimi 63' | Público: 80 203 Árbitro: GER Bibiana Steinhaus |

## Classificação final

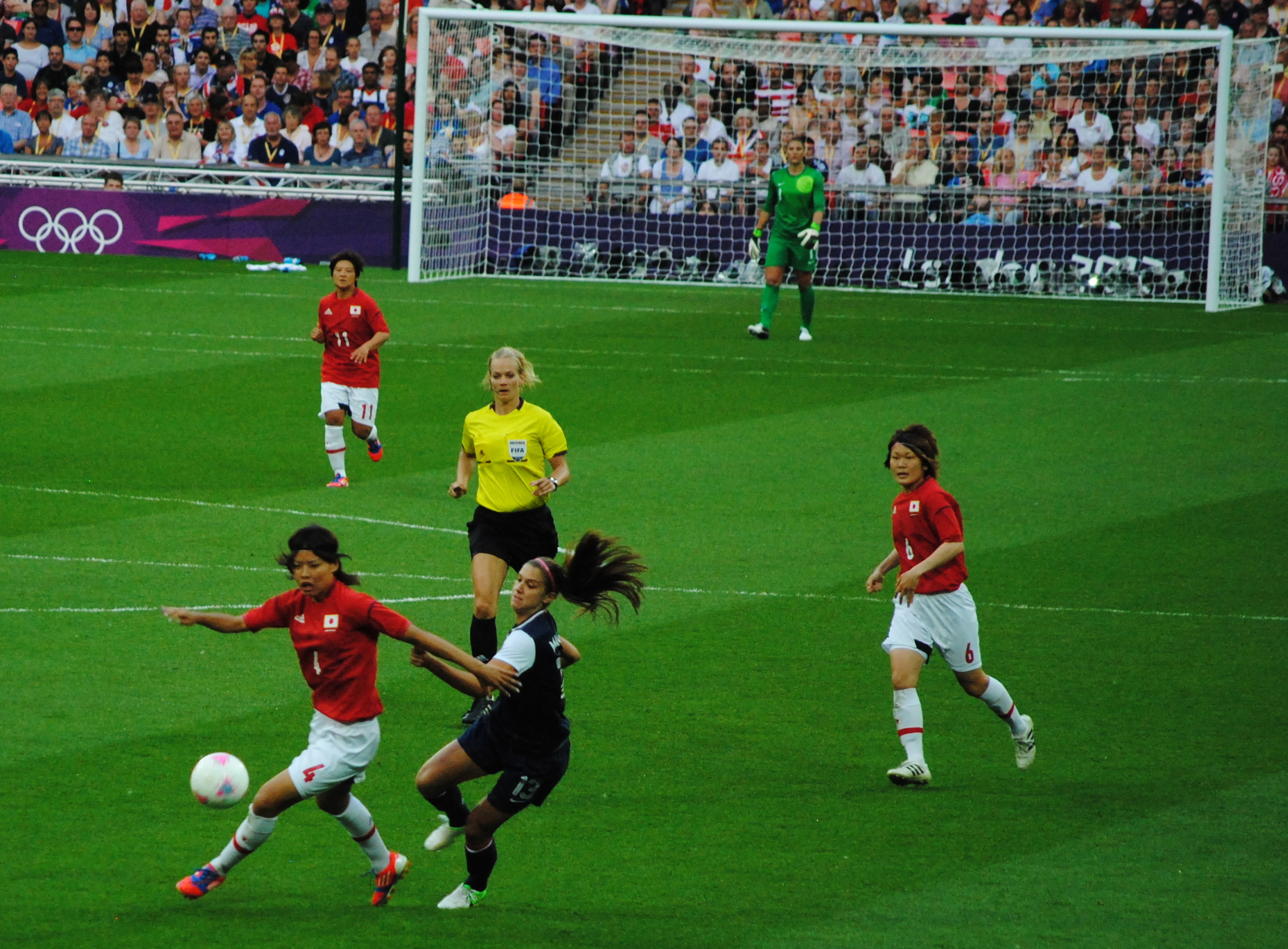
Estados Unidos e Japão decidiram a medalha de ouro

| Pos.              | Equipe              | Campanha (V–E–D) |
| ----------------- | ------------------- | ---------------- |
| Medalha de ouro   | USA Estados Unidos  | 6–0–0            |
| Medalha de prata  | JPN Japão           | 3–2–1            |
| Medalha de bronze | CAN Canadá          | 3–1–2            |
| 4                 | FRA França          | 3–0–3            |
| 5                 | GBR Grã-Bretanha    | 3–0–1            |
| 6                 | BRA Brasil          | 2–0–2            |
| 7                 | SWE Suécia          | 1–2–1            |
| 8                 | NZL Nova Zelândia   | 1–0–3            |
| 9                 | PRK Coreia do Norte | 1–0–2            |
| 10                | RSA África do Sul   | 0–1–2            |
| 11                | COL Colômbia        | 0–0–3            |
| 12                | CMR Camarões        | 0–0–3            |

## Artilharia
| 6 gols (1) - CAN Christine Sinclair 5 gols (1) - USA Abby Wambach 4 gols (1) - CAN Melissa Tancredi - USA Carli Lloyd 3 gols (4) - GBR Stephanie Houghton - JPN Yuki Ogimi - USA Alex Morgan - USA Megan Rapinoe 2 gols (9) - BRA Cristiane - BRA Marta - FRA Elodie Thomis | 2 gols (continuação) - FRA Laura Georges - FRA Marie-Laure Delie - FRA Wendie Renard - PRK Kim Song-Hui - SWE Lotta Schelin - SWE Nilla Fischer 1 gol (21) - BRA Francielle - BRA Renata Costa - CAN Diana Matheson - CAN Jonelle Filigno - CMR Gabrielle Onguene - FRA Camille Catala - FRA Eugénie Le Sommer - FRA Gaëtane Thiney | 1 gol (continuação) - GBR Casey Stoney - GBR Jill Scott - JPN Aya Miyama - JPN Mizuho Sakaguchi - JPN Nahomi Kawasumi - JPN Shinobu Ohno - NZL Rebecca Smith - NZL Sarah Gregorius - RSA Portia Modise - SWE Lisa Dahlkvist - SWE Marie Hammarstrom - SWE Sofia Jakobsson - USA Sydney Leroux Gols-contra (1) - CMR Ysis Sonkeng (para a Nova Zelândia) |